# Václav Korunka
Václav Korunka (Jilemnice, Checoslovaquia, 24 de diciembre de 1965) es un deportista checo que compitió para Checoslovaquia en esquí de fondo.
Participó en tres Juegos Olímpicos de Invierno, entre los años 1988 y 1994, obteniendo una medalla de bronce en Calgary 1988, en la prueba de relevo (junto con Radim Nyč, Pavel Benc y Ladislav Švanda). Ganó una medalla de bronce en el Campeonato Mundial de Esquí Nórdico de 1989, en la misma prueba.

## Palmarés internacional
| Representando a Checoslovaquia |                   |                   |                  |
| Juegos Olímpicos               |                   |                   |                  |
| Año                            | Lugar             | Medalla           | Prueba           |
| 1988                           | Calgary (Canadá)  | Medalla de bronce | Relevo 4 × 10 km |
| Campeonato Mundial             |                   |                   |                  |
| Año                            | Lugar             | Medalla           | Prueba           |
| 1989                           | Lahti (Finlandia) | Medalla de bronce | Relevo 4 × 10 km |